# Buick Model C
De Buick Model C is een wagen van het Amerikaanse automerk Buick. De vijfzitter was vrijwel identiek aan zijn voorganger, de Buick Model B. De Model C was de enige wagen die het merk produceerde in 1905. In totaal werden 750 exemplaren van deze wagen geproduceerd.